# Леонтьев, Александр Владимирович
Алекса́ндр Влади́мирович Лео́нтьев (прозвище «Ренегат», род. 19 июня 1976, Кишинёв, Молдавская ССР, СССР) — российский рок-музыкант, лидер группы «Северный флот». В прошлом участник групп «Король и Шут» и «Кукрыниксы».

## Биография
Родился 19 июня 1976 года в Кишинёве. В 13 лет начал учиться играть на аккордеоне, но затем перешёл на гитару, так как аккордеон было тяжело выносить во двор. Тогда же научился брать первые аккорды и исполнять «дворовый» репертуар. По словам самого А. Леонтьева, научился хорошо играть на гитаре благодаря группе «Кино», а когда Цой погиб, пережил два года откровенного фанатизма по нему, одевался во всё чёрное. Затем, когда вышел Black Album группы «Metallica», увлёкся её творчеством и задался целью снять все гитарные и басовые партии с этого альбома. Позднее увлёкся творчеством треш-метал групп «Slayer» и «Megadeth».
После окончания школы приехал в Санкт-Петербург, поступил в Ветеринарный институт, из которого ушёл, не доучившись один год, поняв, что не хочет в дальнейшем работать по специальности. В Петербурге встретил будущих коллег по «Кукрыниксам». Практически одновременно с этим познакомился с Михаилом и Алексеем Горшенёвыми. До этого Леонтьев увлекался музыкой в стиле хэви-метал, но после посещения концерта «Короля и Шута» решил играть что-то подобное.
В 1997—2001 годах был участником группы «Кукрыниксы». Написал несколько песен, вошедших в дебютный альбом коллектива.
Первое выступление с группой «Король и Шут» состоялось летом 1996 года. Леонтьева попросили помочь с исполнением акустической программы, так как одного гитариста для этого явно не хватало. С тех пор Леонтьев время от времени появлялся на выступлениях группы в качестве сессионного гитариста. С лета 2000 года играл практически на каждом концерте «Короля и Шута», одновременно продолжая быть участником «Кукрыниксов».
28 января 2001 года на сайте «Кукрыниксов» появилась новость, что Леонтьев окончательно ушёл из «Кукрыниксов» в группу «Король и Шут».
У меня несколько разошлись взгляды с Лёшкой Горшком, поскольку он больше практиковал образ мачо, такой у него выстроился имидж. Это на сто процентов проявилось на «КИНОпробах». Когда мы там играли, я понял, что мне с Лёхой на одной сцене делать нечего. Меня колбасит по-панковскому, по-Михинскому, и с Лёхой мне не по дороге. И я сказал, что остаюсь навсегда в «Короле и Шуте». А «Король» уже очень плотно и серьёзно занимался делом, я же тороплюсь жить, хочу, чтобы всё происходило быстрее, хочу получить всё, много и сразу. Не в смысле денег, а вообще, жизни.
В 2003 году принял участие в проекте «Рок-группа», в песне «Кошка», вместе с некоторыми членами группы «Король и Шут».
В 2005 году участвовал в записи сольных альбомов Горшка и Князя: «Я Алкоголик Анархист» и «Любовь негодяя», соответственно.
В начале 2006 года, после ухода из группы Александра Балунова, выступал в составе «Короля и Шута» в качестве бас-гитариста. В новом амплуа сыграл на двух концертах: 3 февраля на фестивале «Чартова дюжина» и 13 февраля на концерте памяти Башлачёва, а также записал басовые партии к песням «Марионетки», «Писатель Гудвин» и «Матёрый волк» с альбома «Продавец кошмаров». Покинул группу в конце февраля: из-за смерти отца на него свалился семейный бизнес, который оказался несовместимым с музыкой. В качестве сессионного музыканта помог в записи гитарных партий к альбому «Продавец кошмаров»: звучание его инструмента можно услышать во всех композициях альбома, кроме «Плясок на могиле».
В том же году принял участие в записи песни «Вертикаль» группы «Кукрыниксы» из альбома «Шаман», а в 2008 году принял участие в нескольких концертах коллектива.
17 августа 2011 года было объявлено о возвращении Леонтьева в «Король и Шут». С этого времени был не только гитаристом, но и вторым вокалистом группы.
С 2013 года официально стал эндорсером всемирно известной марки Dean Guitars, эксклюзивно представляемой в России компанией MixArt. Выбрал электрогитару Dean USA ML 1000 MWH.
После смерти Михаила Горшенёва в рамках тура «Прощание», выступал как основной вокалист группы «Король и Шут». 13 октября 2013 года выступил на юбилейном концерте «Кукрыниксов» в Москве.
С окончанием 2013 года заявил о прекращении работы «Короля и Шута» и создании нового проекта, который получил название «Северный флот». Леонтьев является лидером группы, вокалистом, автором текстов и музыки, гитаристом.
Женат во второй раз. От второго брака имеет четверых детей: Марию, Егора, Варвару и Гордея.

## Музыкальные предпочтения
В детском возрасте Александру Леонтьеву нравилось творчество группы Modern Talking, затем он был фанатом группы «Кино», а в начале 1990-х стал поклонником группы Metallica. Также Александр выделяет творчество таких команд, как Pearl Jam, Tool, Sepultura, Soulfly, System of a Down, Rammstein, Clawfinger, Enter Shikari, Сплин, АукцЫон, ДДТ, Bad Religion, Peter Gabriel, Stone Sour, Pantera, Foo Fighters, Led Zeppelin, King Crimson, Kraftwerk, Korn, ABBA. Из классики — Антонио Вивальди, Эдвард Григ, Пётр Ильич Чайковский, Людвиг ван Бетховен.

## Дискография
Альбомы, в записи которых принимал участие Александр Леонтьев:
| Год выпуска | Альбом                 | Группа             | Участие                                             |
| ----------- | ---------------------- | ------------------ | --------------------------------------------------- |
| 1999        | «Кукрыниксы»           | «Кукрыниксы»       | вокал, гитара, драм-машина, музыка, стихи           |
| 2000        | «КИНОпробы»            | Трибьют В. Цою     | гитара, бэк-вокал, аранжировки к 3 песням           |
| 2001        | «Как в старой сказке»  | «Король и Шут»     | гитара, бэк-вокал, аранжировки                      |
| 2002        | «Раскрашенная душа»    | «Кукрыниксы»       | гитара в бонус-треках, бэк-вокал                    |
| 2002        | «Жаль, нет ружья»      | «Король и Шут»     | гитара, бэк-вокал, аранжировки                      |
| 2003        | «Чёрные вертолёты»     | Захар Май          | гитара в 3 песнях                                   |
| 2003        | «Попса»                | «Рок-группа»       | гитара, бэк-вокал                                   |
| 2004        | «Столкновение»         | «Кукрыниксы»       | гитара в одной песне                                |
| 2004        | «Бунт на корабле»      | «Король и Шут»     | гитара, бэк-вокал, музыка к 2 песням, аранжировки   |
| 2005        | «Я Алкоголик Анархист» | Горшок             | гитара, бэк-вокал, аранжировки                      |
| 2005        | «Любовь негодяя»       | Князь              | гитара, акустическая гитара, бэк-вокал, аранжировки |
| 2005        | «Наивные песни»        | Трибьют гр. «Наив» | вокал и гитара в 1 песне                            |
| 2006        | «Шаман»                | «Кукрыниксы»       | соло-гитара в 1 песне                               |
| 2006        | «Продавец кошмаров»    | «Король и Шут»     | гитара, акустическая гитара, бас-гитара             |
| 2012        | «TODD. Акт 2. На краю» | «Король и Шут»     | вокал в 1 песне                                     |
| 2014        | «Всё внутри»           | «Северный Флот»    | вокал, стихи, музыка, гитара                        |
| 2016        | «Мизантропия»          | «Северный Флот»    | вокал, стихи, музыка, гитара                        |
| 2018        | «ИNОЙ»                 | «Северный Флот»    | вокал, стихи, музыка, гитара                        |
| 2021        | «2020»                 | «Северный Флот»    | вокал, стихи, музыка, гитара                        |